# Microrregión de Araranguá
La microrregión de Araranguá es una de las microrregiones del estado brasileño de Santa Catarina perteneciente a la mesorregión Sur Catarinense. Su población fue recensada en 2010 por el IBGE en 180.877 habitantes y está dividida en quince municipios. Posee un área total de 2.962,214 km².

## Municipios
- Araranguá
- Balneário Arroio do Silva
- Balneário Gaivota
- Ermo
- Jacinto Machado
- Maracajá
- Meleiro
- Morro Grande
- Passo de Torres
- Praia Grande
- Santa Rosa do Sul
- São João do Sul
- Sombrio
- Timbé do Sul
- Turvo